# Gustaf Albin Nilsson
Gustaf Albin Nilsson, känd som G. Alb. Nilsson, född 25 november 1888 i Lund, död där 10 augusti 1980, var en svensk fysiker. 
Nilsson, som var son till byggmästare Sven Nilsson och Mathilda Gustafsson, avlade studentexamen 1908, blev filosofie kandidat 1912, filosofie licentiat 1915 och filosofie doktor 1918. Han var extra ordinarie amanuens vid fysiska institutionen vid Lunds universitet 1913–1915, ordinarie amanuens 1915–1917, laborator vid Thulinverken i Landskrona 1917–1919, föreståndare för materialprovningsanstalten där 1919–1920 och överassistent vid statens maskin- och redskapsprovningsanstalts mejeriavdelning vid Alnarp från 1921. Han var ledamot av styrelsen för Södra Sveriges Ångpanneförening från 1937, av kyrkorådet i S:t Peters Klosters församling i Lund från 1944 och ledamot av kyrkofullmäktige från 1947. Han var ledamot av svenska nationalavdelningen av Fédération Internationale de Laiterie. Han skrev Der Wehneltunterbrecher als Schwingungserzeuger (1914), Der Wehneltunterbrecher als Schwingungserzeuger, eine experimentelle Untersuchung (1917) samt diverse artiklar i mejerifackpressen och Meddelanden från statens maskinprovnings mejeriavdelning.